# La banda del sole
La banda del sole è un album discografico di Toni Esposito, pubblicato dalla casa discografica Philips Records nel 1978.

## Tracce
Lato A
1. La banda del sole – 5:16 (Toni Esposito)
2. Mugurrù – 5:27 (Toni Esposito)
3. Hum Allah, Hum Allah, Hum Allah – 6:04 (Pharoah Sanders, Lonnie Liston Smith, Leon Thomas)

Lato B
1. Ballo in 7 – 2:25 (Eugenio Bennato, Toni Esposito, Karl Potter)
2. Quartetto (Composizione per basso, piano, batteria e pentole) – 7:27 (Toni Esposito)
3. Il lungo viaggio – 3:51 (Toni Esposito)
4. Danza Caruana – 4:56 (Toni Esposito)

## Formazione
- Tony Esposito - voce, percussioni, santur
- Francesco Bruno - chitarra elettrica (brano: Hum Allah, Hum Allah, Hum Allah)
- Eugenio Bennato - mandolino (brani: La banda del sole / Ballo in 7)
- Ernesto Vitolo - tastiera, melodica
- Gigi De Rienzo - basso, cori, mandoloncello
- Karl Potter - congas (brani: Mugurrù / Hum Allah, Hum Allah, Hum Allah / Ballo in 7 / Quartetto (Composizione per basso, piano, batteria e pentole))
- Vito Mercurio - contrabbasso (brani: Il lungo viaggio / Danza Caruana)
- Robert Fix - sax (brano: Hum Allah, Hum Allah, Hum Allah)
- Andrea Smith - voce

Note aggiuntive
- Renato Marengo - produzione
- Gigi De Rienzo - coproduzione
- Enzo Caiazzo - collaborazione alla produzione
- Registrato presso gli Studi: Quattro 1 di Roma e Splash di Napoli
- Franco Finetti e Stefano Taccaliti - tecnici del suono (studio Quattro 1)
- Attilio Ruggiero - tecnico del suono (studio Splash)
- Gigi De Rienzo - missaggi (presso lo Studio Splash di Napoli)
- Tony Esposito - copertina album, disegni originali
- Ennio Antonangeli - realizzazione front cover
- Toni Occhiello - foto
- Mario Convertino - grafico
- Un ringraziamento particolare a: Eugenio Bennato e Giorgio Loviscek[2]